# Harri Mänty
Harri Kalervo Mänty, född 31 juli 1971 i Västerås i Västmanland, är en sverigefinsk gitarrist och sångare. Han spelade under åren 1996–2006 kompgitarr i gruppen Kent.
I januari 2007 meddelade Kents manager Martin Roos att Mänty lämnat gruppen under 2006. Det framkom när bandet nästan tio år senare lade ner att Mänty hade fått sparken från Kent.
Mänty var tidigare sångare i hardcore-/punkbandet No Security, som släppte flera skivor på vinyl och samlingen When the Gist Is Sucked from the Fruit of Welfare, the Ugly Faces of Truth Show på CD. Bandet turnerade i Europa flera gånger. Mänty var även aktiv som ljudtekniker i Studio Ambassaden på Balsta Musikslott där han bland annat spelade in tidiga versioner av Kent. Han var även aktiv inom musikgrupperna No Funktion på slagverk samt Gå å Bada på gitarr under tidigt 90-tal.
Mänty turnerade tillsammans med sångerskan Adiam Dymott under 2009.